# Lemberger Adler
Die Lemberger Adler (polnisch Orlęta Lwowskie) (auch: Junge Adler von Lemberg oder Verteidiger von Lemberg) ist eine Bezeichnung für die polnischen Kindersoldaten und Jugendlichen, die die Stadt Lemberg während des Polnisch-Ukrainischen Kriegs in den Jahren 1918 und 1919 und während des Polnisch-Sowjetischen Kriegs 1920 verteidigten.

## Geschichte
Ursprünglich wurde der Begriff ausschließlich auf die jungen Freiwilligen angewendet, die an der Verteidigung von Lemberg während der Belagerung der Stadt durch die Ukrainische Armee vom 1. November bis zum 22. November 1918 beteiligt waren. Mit der Zeit erweiterte sich allerdings die Verwendung des Begriffs, und so wird er nun für alle jungen Soldaten verwendet, die in diesem Gebiet für die Verteidigung Polens während des Polnisch-Ukrainischen Kriegs und des Polnisch-Sowjetischen Kriegs kämpften. Zusätzlich zu den Verteidigern von Lemberg werden die Verteidiger von Przemyśl oftmals als Przemyskie Orlęta bezeichnet.

## Friedhof der Verteidiger von Lemberg

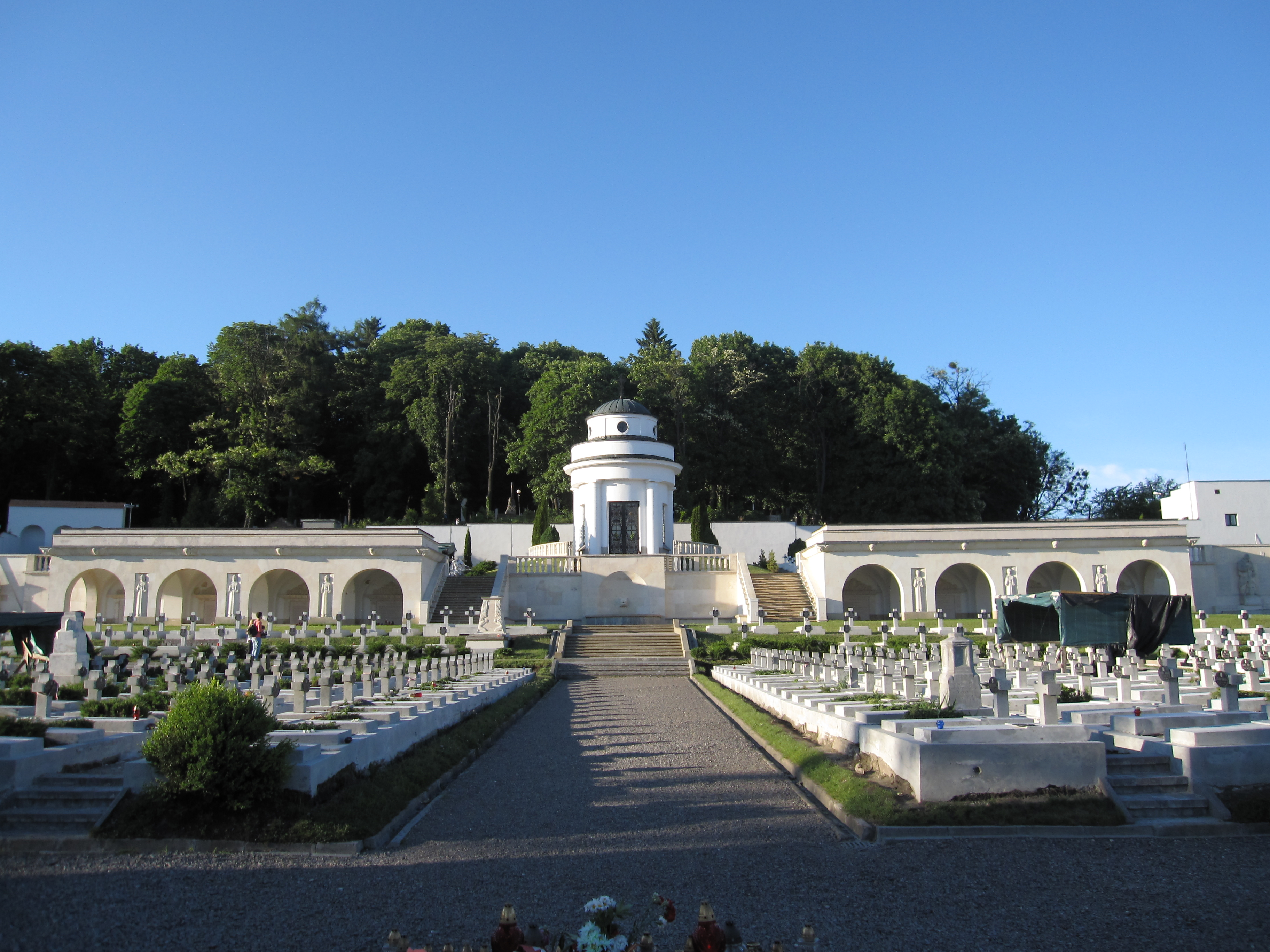
Grabanlage für die Verteidiger von Lemberg 1918

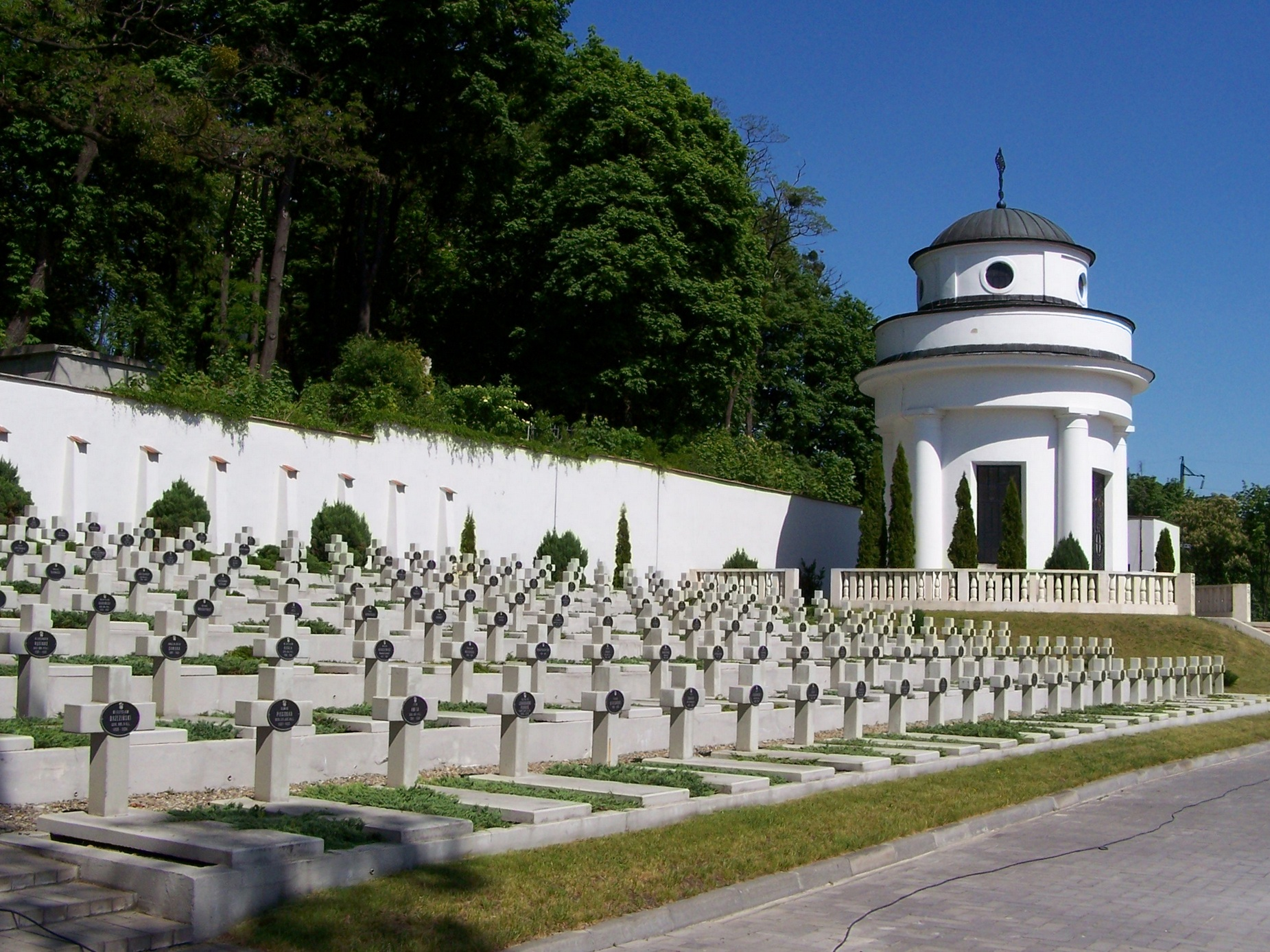
Gräber der Verteidiger der Stadt mit Friedhofskapelle

Nach dem polnisch-ukrainischen Konflikt wurden die gefallenen Lemberger Adler auf dem Friedhof der Verteidiger von Lemberg beigesetzt, der ein Teil des Lytschakiwski-Friedhofs ist. Auf dem Friedhof der Verteidiger sind sowohl Kindersoldaten und Jugendliche als auch reguläre Soldaten begraben, darunter auch ausländische Freiwillige aus Frankreich und den Vereinigten Staaten. Der Friedhof sollte nach dem Willen seiner polnischen Erbauer auch ein Denkmal des Ruhmes sein und die „ewigen, mit Blut erkauften Rechte Polens“ auf die Gebiete Ostgaliziens untermauern.
Der Friedhof der Verteidiger von Lemberg wurde von Rudolf Indruch gestaltet, einem Studenten der Lemberger Fakultät für Architektur und selbst ein Adler. Unter den Adlern, die auf dem Friedhof beigesetzt wurden, befindet sich der 14-jährige Jurek Bitschan (1904–1918), der jüngste Verteidiger der Stadt, dessen Name ein Symbol für die polnische Zwischenkriegszeit wurde.
Zu den Beigesetzten gehören hauptsächlich polnische Männer, Frauen und Jugendliche, aber auch vereinzelt deutschsprachige Lemberger aller Religionen inklusive Juden, und aus allen Schichten vom einfachen Handwerker bis zum Adeligen.
Nach der sowjetischen Annexion Ostgaliziens mit Lemberg im Jahre 1939 verfiel der Friedhof zusehends und wurde 1971 von Panzern dem Erdboden gleichgemacht. Seitdem diente der Friedhof der Verteidiger von Lemberg als städtische Müllhalde.
Nach dem Zusammenbruch der Sowjetunion und der Bildung einer unabhängigen Ukraine begannen Arbeiten zur Restauration des „Adler-Friedhofs“, die jedoch durch die Widerstände der ukrainischen Nationalisten verzögert wurden. Infolge der späteren polnischen Unterstützung der Orangen Revolution in der Ukraine 2004 gab die ukrainische Opposition ihre Widerstände auf, und der Friedhof wurde in einer feierlichen polnisch-ukrainischen Zeremonie am 24. Juni 2005 neu eröffnet.
Der Friedhof, einst als polnisches Siegesdenkmal gedacht, gilt jetzt als Ort der ukrainisch-polnischen Versöhnung. Daneben ist der Friedhof der Sitscher Schützen entstanden.